# Kien, Burkina Faso
Kien là một làng thuộc Tổng Ouo, tỉnh Comoé ở phía tây nam Burkina Faso. Dân số của làng là 194 người.